# Gustavo Quinteros
Gustavo Domingo Quinteros Desabato (Santa Fe, 1965. február 15. –) argentin születésű bolíviai labdarúgóhátvéd, edző.

## Pályafutása
A bolíviai válogatott tagjaként részt vett az 1994-es világbajnokságon és az 1999-ben, Mexikóban megrendezett konföderációs kupán.
2015 és 2017 között az ecuadori labdarúgó-válogatott szövetségi kapitánya.